# Поґуже (Поморське воєводство)
Поґуже (пол. Pogórze) — село в Польщі, у гміні Косаково Пуцького повіту Поморського воєводства.
Населення — 2778 осіб (2011).
У 1975-1998 роках село належало до Гданського воєводства.

## Демографія
Демографічна структура станом на 31 березня 2011 року:
|          | Загалом | Допрацездатний вік | Працездатний вік | Постпрацездатний вік |
| -------- | ------- | ------------------ | ---------------- | -------------------- |
| Чоловіки | 1407    | 339                | 983              | 85                   |
| Жінки    | 1371    | 268                | 924              | 179                  |
| Разом    | 2778    | 607                | 1907             | 264                  |